# L’Arc de Triomphe, Wrapped
L’Arc de Triomphe, Wrapped war ein Kunstprojekt des Künstlerehepaars Christo und Jeanne-Claude. Im Rahmen des Projektes, dessen Realisierung von 1962 bis 2021 dauerte, wurde der Arc de Triomphe in Paris vom 18. September 2021 für 16 Tage bis zum 3. Oktober 2021 vollständig mit silberblauem Stoff verhüllt.

## Geschichte

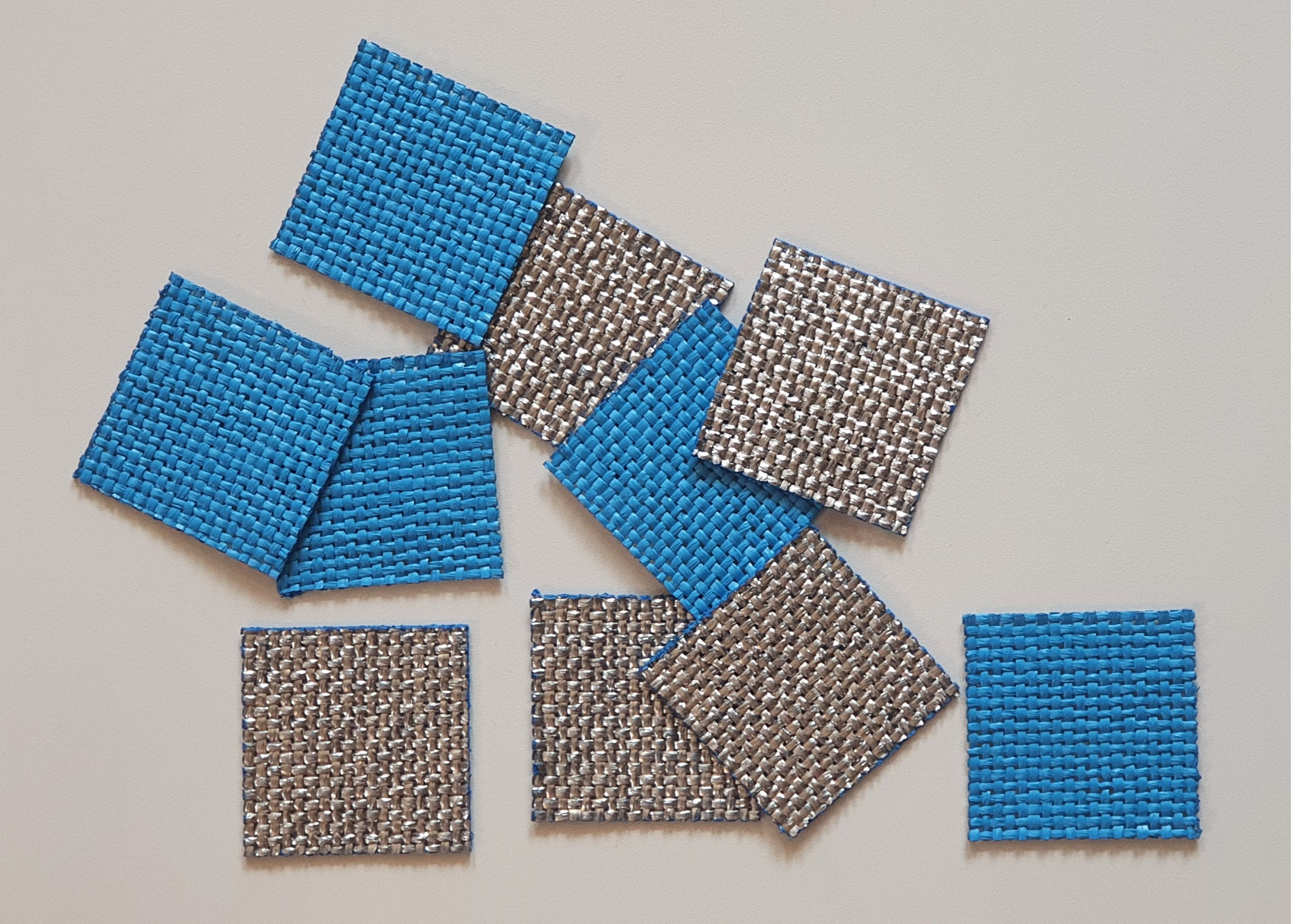
Gewebematerial, mit dem der Arc de Triomphe de l’Étoile verhüllt wurde (Musterstück, 7 × 7 cm)

Christo und Jeanne-Claude planten bereits ab 1962 die Verhüllung des Arc de Triomphe in Paris.
Die ursprünglich für April 2020 geplante Realisierung wurde zunächst aus Naturschutzgründen auf den Herbst verschoben, da im Frühjahr Falken am Arc de Triomphe nisten. Währenddessen starb Christo im Mai 2020. An der geplanten Umsetzung des Projektes wurde festgehalten, der Termin musste allerdings – bedingt durch die COVID-19-Pandemie in Frankreich – nochmals auf den Herbst 2021 verschoben werden.

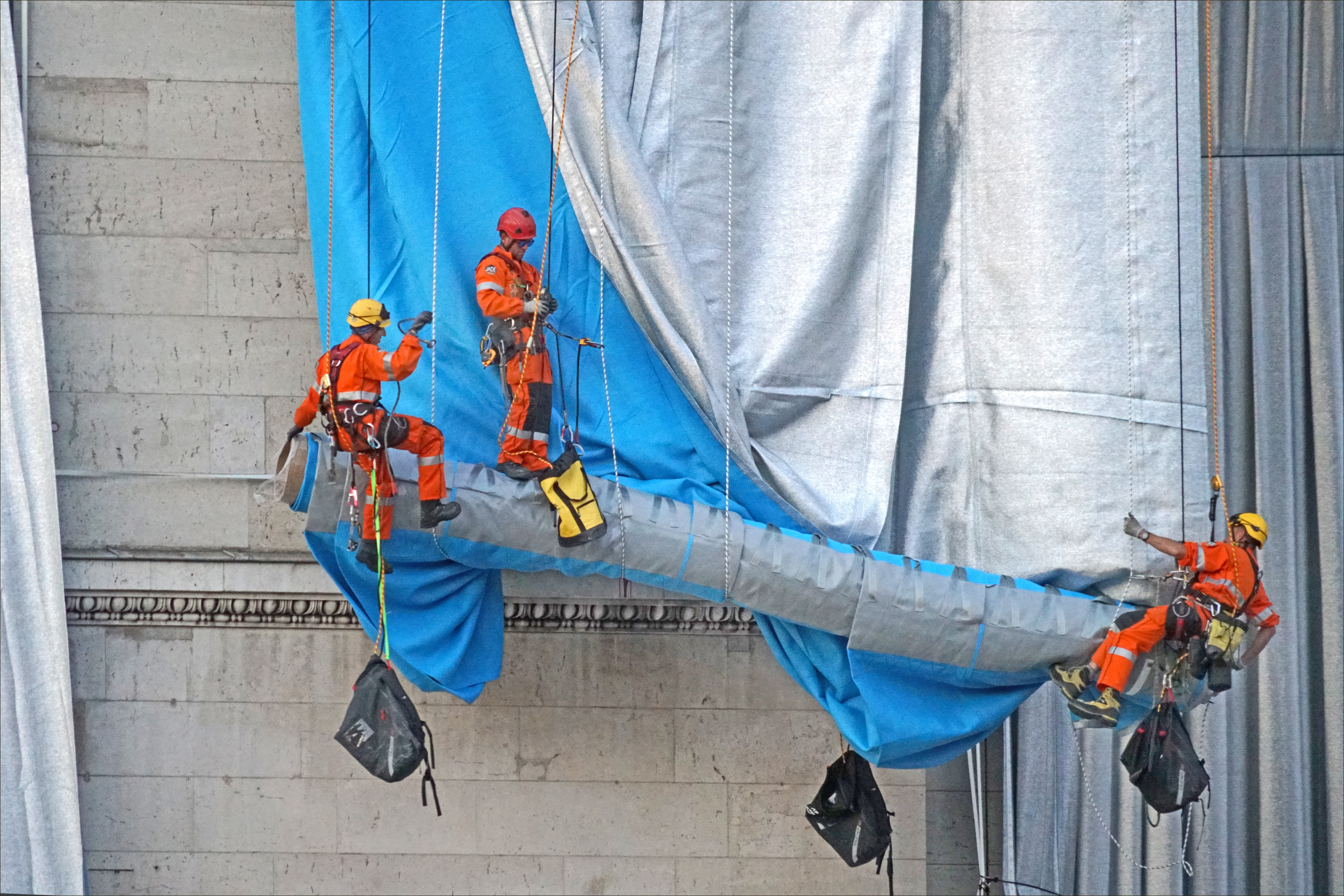
Verhüllung des Arc de Triomphe mit silberblauem Stoff und rotem Seil, 12. September 2021

Der Triumphbogen wurde von seinem Neffen Wladimir Jawaschew mit 25.000 m² recyclebarem, silberblauem Stoff verhüllt, der in Deutschland wieder vom Unternehmen geo • die Luftwerker hergestellt wurde; die Rückseite ist blau und schimmert durch. Gehalten wurde der Überzug, wie vom Künstler geplant, von 3.000 m roten Seilen. Die Unterkonstruktion wurde von dem Ingenieurbüro Schlaich Bergermann Partner aus Stuttgart geplant und realisiert. Die Aktion dauerte vom 18. September bis zum 3. Oktober 2021. Aufbau, Aktion und Abbau wurden im Internet permanent live übertragen, wobei die Kamera auf einem Dach schräg gegenüber der Avenue des Champs Élysées stand. Auf der dafür eingerichteten Internetseite befinden sich auch weitere Informationen und Dokumentationen zum Projekt. An den Wochenenden wurde der Place Charles de Gaulle sogar für den Verkehr gesperrt und ganz den Besuchern überlassen.